# Harrison Ford

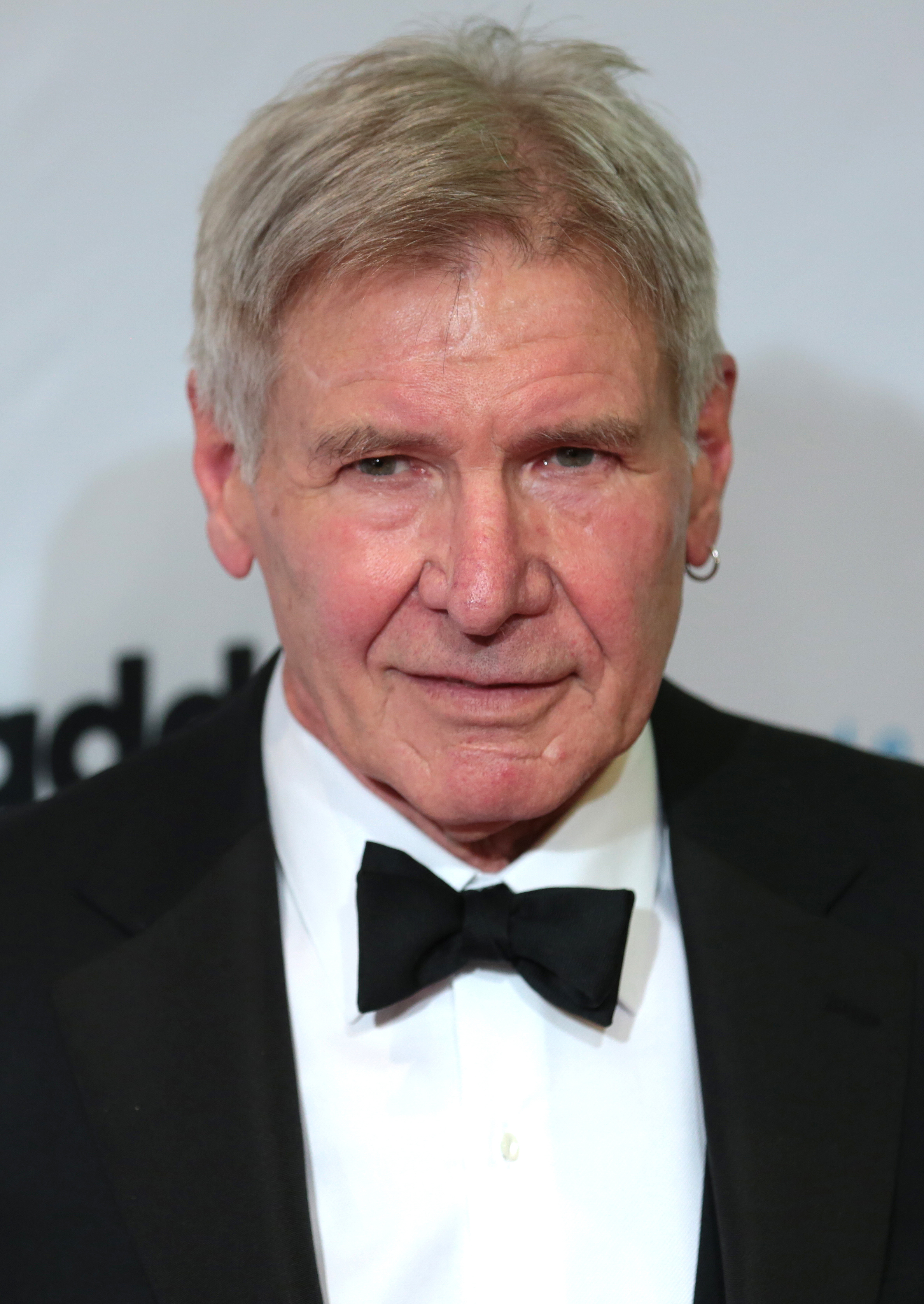
Harrison Ford (2017)

Harrison Ford (* 13. Juli 1942 in Chicago, Illinois) ist ein US-amerikanischer Schauspieler und Produzent. Er war unter anderem in fünf Filmen der Reihe Star Wars als Han Solo zu sehen und ist einer der kommerziell erfolgreichsten Darsteller der Filmgeschichte. Ebenfalls populär wurde er in der Rolle des Archäologen und Abenteurers Indiana Jones, den er seit 1981 in fünf Filmen darstellte. In Filmen wie Blade Runner (1982) und In Sachen Henry (1991) konnte er sich auch als Charakterdarsteller profilieren. Für seine Rolle in Der einzige Zeuge erhielt er 1986 eine Oscar-Nominierung.

## Leben

### 1942–1976: Jugend und Karrierebeginn
Harrison Ford wurde 1942 in Chicago geboren und wuchs dort auch auf. Sein Vater Christopher Ford, der irische Vorfahren hatte, war ebenfalls Schauspieler. Seine Mutter Dorothy Nidelman war die Tochter jüdischer Emigranten aus Minsk. Ford hat einen jüngeren Bruder.
Ford war Mitglied bei den Boy Scouts of America und erreichte deren zweithöchsten Rang, den Life Scout. Er besuchte das Ripon College in Wisconsin, wo er auch seine erste Frau Mary Louise Marquardt kennenlernte. Mitte der 1960er-Jahre ging er nach Kalifornien, um Schauspieler zu werden. Dort arbeitete und lernte er zunächst im Laguna Playhouse.
1966 wurde er im Rahmen des New Talent Program unter Vertrag genommen; sein Kinodebüt gab er im selben Jahr in einer kurzen Szene als Page in Immer, wenn er Dollars roch … neben James Coburn. Ford konnte sich zunächst nicht als Schauspieler durchsetzen und erhielt lediglich unbedeutende Rollen in Film- und Fernsehproduktionen. Er war beispielsweise in Fernsehserien wie Rauchende Colts zu sehen.
Obwohl Ford in Wirklichkeit gar keinen zweiten Vornamen hat, firmierte er zwischen 1966 und 1970 unter dem Namen Harrison J. Ford, um nicht mit dem Stummfilmschauspieler Harrison Ford (1884–1957) verwechselt zu werden (zwischen den beiden Schauspielern gibt es keine bekannte Verwandtschaft.)
Seit 1964 verheiratet, hatte Ford jahrelang nicht die Möglichkeit, seine Familie durch seine Arbeit als Schauspieler zu ernähren. Um sich finanziell abzusichern, begann er deshalb damit, nebenher als Tischler in einer Schreinerei zu arbeiten. Unter anderem arbeitete er in dieser Zeit für Sérgio Mendes sowie für die US-Rockgruppe The Doors, mit der er als Roadie und Kameraassistent auf Tournee ging. Es existieren kurze Filmausschnitte aus dieser Zeit, die den noch unbekannten Ford zum Beispiel im Hintergrund von Jim Morrison zeigen. Im Juni 1967 arbeitete Ford als Sicherheitskraft beim Monterey Pop Festival, dem ersten großen Festival der Rock- und Popgeschichte.
Da er als Tischler gefragt war, konnte Ford es sich leisten, kleinere Rollen abzulehnen. 1973 machte er erstmals in einem erfolgreichen Kinofilm auf sich aufmerksam. In George Lucas’ Klassiker American Graffiti ist er in der wichtigen Nebenrolle des Rennfahrers Bob Falfa zu sehen. Der nostalgisch gefärbte Film spielt in einer einzigen Nacht des Jahres 1962, zeigt die Erlebnisse einer jugendlichen Freundesclique und wurde mit einem Einspielergebnis von über 100 Millionen Dollar zu einem der großen Filmerfolge des Jahres.
Regisseur Francis Ford Coppola übertrug ihm Mitte der 1970er Jahre kleinere Rollen in seinen Filmen Der Dialog (1974) und Apocalypse Now, die Fords Karriere allerdings nicht voranbrachten. Er arbeitete weiterhin als Tischler, um seinen Lebensunterhalt zu verdienen.

### 1977–1989: Durchbruch und Aufstieg zum Star
Mitte der 1970er Jahre bereitete George Lucas seine großangelegte Science-Fiction-Filmserie Star Wars vor und ließ für die Hauptrollen hunderte Schauspieler vorsprechen. Schließlich übertrug der Regisseur die wichtige Rolle des draufgängerischen Weltraumpiloten Han Solo an Ford. Diese Figur war in ihrer Konzeption und Aufmachung an einen typischen Westernhelden angelehnt. Obwohl Mark Hamill als Luke Skywalker die Hauptrolle spielt, wurde Ford durch seine Darstellung des Han Solo äußerst populär.
Der erste Film der Reihe, Krieg der Sterne, brach 1977 sämtliche Kassenrekorde, spielte bis 2014 fast 800 Millionen Dollar ein und war einer der ersten Blockbuster. Für Ford markierte der Film den Durchbruch im Filmgeschäft, nachdem er ein Jahrzehnt lang lediglich Nebenrollen gespielt hatte. Während der Dreharbeiten 1976 hatte er mit Carrie Fisher, die im Film Prinzessin Leia verkörperte, eine drei Monate andauernde Affäre. Er war zu dieser Zeit verheiratet. Er verkörperte die Rolle des Han Solo auch in den drei Fortsetzungsfilmen Das Imperium schlägt zurück (1980), Die Rückkehr der Jedi-Ritter (1983) und Star Wars: Das Erwachen der Macht (2015), die ebenfalls zu großen Kinoerfolgen wurden.
Nachdem Harrison Ford in den späten 1970er Jahren in einer Reihe von Filmen mitgewirkt hatte, die an den Kinokassen wenig Resonanz fanden (Der wilde Haufen von Navarone, 1978, Das tödliche Dreieck, 1979), gelang es ihm 1981, sein darstellerisches Renommee weiter auszubauen. Steven Spielberg als Regisseur und George Lucas als Produzent waren die treibenden Kräfte hinter Jäger des verlorenen Schatzes, einer aufwändig produzierten Hommage an die Serial-Abenteuerfilme der 1930er Jahre.
Obwohl sich George Lucas zunächst geweigert hatte, einen Schauspieler aus der Star-Wars-Reihe in dem Film einzusetzen, wurde schließlich doch Harrison Ford für die Rolle des wagemutigen Archäologen Indiana Jones verpflichtet, der rund um den Erdball spektakuläre Abenteuer erlebt und sich dabei als Virtuose im Umgang mit seiner Peitsche erweist. Mit großangelegten Actionszenen und selbstironischen Untertönen inszeniert, wurde Jäger des verlorenen Schatzes zum mit Abstand größten Filmerfolg des Jahres und spielte weltweit fast 400 Millionen Dollar ein.
Dem 39-jährigen Ford gelang in der Rolle endgültig der Durchbruch an die Spitze Hollywoods. Der Schauspieler drehte von da ab etwa einen Film pro Jahr und wurde zu einem der zuverlässigsten Kassenstars der 1980er und 1990er Jahre. 1982 übernahm er die Hauptrolle in Ridley Scotts düsterer Zukunftsvision Blade Runner, einem ästhetisch wegweisenden Cyberpunk-Film, der an den Kinokassen nur zu einem moderaten Erfolg wurde, aber heute allgemein als Klassiker und Kultfilm gilt. Ford trat hier als Detektiv im Los Angeles des Jahres 2019 in Erscheinung.
1984 nahm er in Steven Spielbergs Der Tempel des Todes die Rolle des Indiana Jones wieder auf. Der Film war deutlich düsterer angelegt als der Vorgängerfilm und zeigte beispielsweise, wie einem Mann bei lebendigem Leib das Herz aus dem Leib gerissen wird. Die Kritik griff den Film deshalb teilweise scharf an und warf Spielberg eine Überbetonung der entsprechenden Szenen vor. Wie schon der erste Indiana-Jones-Film wurde aber auch dieser zu einem weltweiten Kinoerfolg.
Ab Mitte der 1980er Jahre erweiterte Ford, der bis dahin vor allem in Abenteuerrollen erfolgreich gewesen war, sein darstellerisches Spektrum. 1985 spielte er in Peter Weirs Kriminaldrama Der einzige Zeuge, das bei Kritik und Publikum gut ankam, einen hartgesottenen Großstadtpolizisten, der gezwungen ist, sich eine Zeit lang bei den strenggläubigen Amish zu verstecken. Zunächst widerwillig entwickelt er Respekt vor deren traditioneller Lebensweise und verliebt sich in eine junge Amish-Frau. Für seine Darstellung des Detektivs John Book erhielt Ford seine einzige Oscar-Nominierung.
Weniger erfolgreich war 1986 der Film Mosquito Coast, in dem Ford, ebenfalls unter Weirs Regie, einen zivilisationsmüden Erfinder spielt, der im mittelamerikanischen Dschungel zum Tyrannen wird. Mosquito Coast wurde zu einem der größten kommerziellen Fehlschläge für den Schauspieler.
1988 spielte er unter der Regie von Roman Polański in dem Thriller Frantic einen amerikanischen Arzt, dessen Frau in Paris entführt wird. Während auch dieser Film sich an Kinokassen kaum durchsetzen konnte, wurde Mike Nichols Komödie Die Waffen der Frauen zu einem Kassenhit. Der Film war allerdings auf die beiden Hauptdarstellerinnen Melanie Griffith und Sigourney Weaver zugeschnitten und zeigt Ford als Geschäftsmann Jack Trainer eher in einer profilierten Nebenrolle.
Wie erwartet wurde auch Indiana Jones und der letzte Kreuzzug 1989 zu einem weltweiten Kassenhit. Ford ist diesmal an der Seite von Sean Connery zu sehen, der seinen Vater darstellt. Diese Besetzung bescherte dem Film, der von Spielberg nach der Erfolgsformel des ersten Teils inszeniert wurde, große Aufmerksamkeit. Mit einem globalen Einspielergebnis von 474 Millionen Dollar wurde der Film zum größten Kinohit des Jahres und sicherte Fords Position als weltweit erfolgreichster Schauspieler. Er hatte in den zwei kommerziell erfolgreichsten Film-Trilogien, der Star-Wars- und der Indiana-Jones-Reihe, Hauptrollen gespielt. Bis 1990 stieg seine Gage auf 12,5 Millionen Dollar pro Film.

### 1990–2007

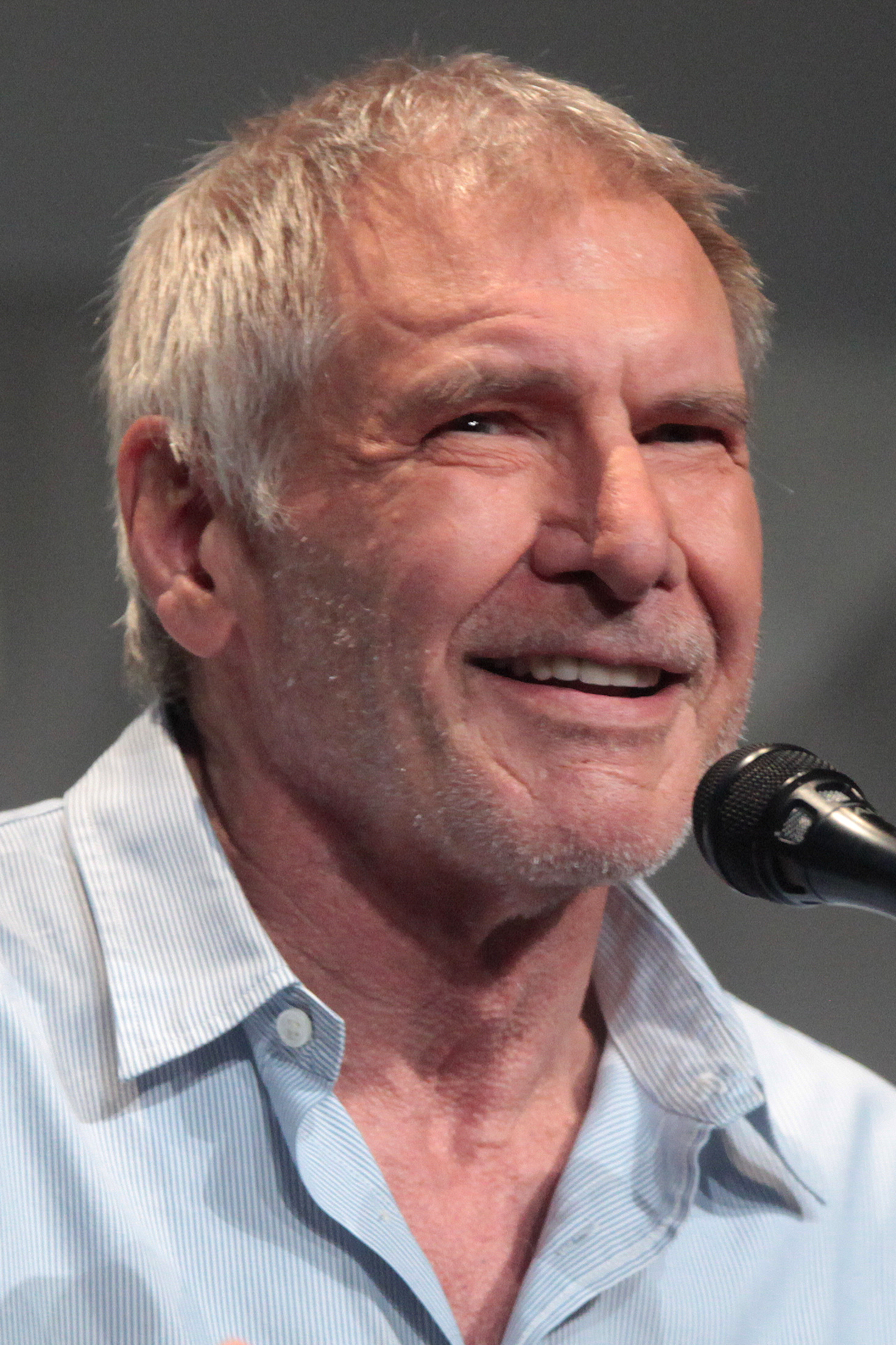
Harrison Ford, 2015

Auch in den frühen 1990er Jahren konnte Ford regelmäßig große Erfolge verbuchen. In dem Gerichtsthriller Aus Mangel an Beweisen ist er als Staatsanwalt zu sehen, der als Mörder angeklagt wird, und agiert an der Seite von profilierten Charakterdarstellern wie Raúl Juliá oder Brian Dennehy. 1992 übernahm er in Die Stunde der Patrioten die Rolle des CIA-Agenten Jack Ryan, der zuvor bereits von Alec Baldwin (Jagd auf Roter Oktober) verkörpert worden war. In diesem Actionthriller muss CIA-Mann Ryan seine Familie vor den Angriffen fanatischer IRA-Kämpfer beschützen.
Einen seiner größten Erfolge feierte der Darsteller 1993 in Auf der Flucht, einem Actionthriller, der auf der gleichnamigen Fernsehserie der 1960er Jahre basierte. Ford spielt hier die Rolle des Arztes Richard Kimble, der fälschlicherweise als Mörder seiner Ehefrau zum Tode verurteilt wird. Während er von dem erfahrenen U.S. Marshal Samuel Gerard (Tommy Lee Jones in einer Oscar-prämierten Rolle) quer durch das Land gejagt wird, versucht er verzweifelt, seine Unschuld zu beweisen. Mit einem weltweiten Einspielergebnis von 368 Millionen Dollar wurde dieser Film zu einem weltweiten Kassenhit, der auch bei der Kritik überwiegend gut ankam und besonders für das überzeugende Spiel von Ford und Jones gelobt wurde.
1994 nahm Ford die Rolle des Jack Ryan in Das Kartell wieder auf, einem Film, der sich mit den Aktivitäten der kolumbianischen Drogenmafia auseinandersetzt. Der Film In Sachen Henry, in dem Ford einen Mann spielt, der sein Gedächtnis verliert und danach sein Leben neu ordnet, brachte ihm zwar Kritikerlob ein, wurde an den Kinokassen jedoch nur zu einem moderaten Erfolg. Ähnliches gilt für das Remake der romantischen Komödie Sabrina (1995), in der Ford als gefühlskalter Geschäftsmann zu sehen ist, der sich in eine junge Frau verliebt, und das Actiondrama Vertrauter Feind (1997), in dem er an der Seite von Brad Pitt agiert und in IRA-Aktivitäten verwickelt wird.
Sehr viel erfolgreicher war im selben Jahr Wolfgang Petersens Actionthriller Air Force One, in dem Ford als US-Präsident zu sehen ist, der im Alleingang gegen eine Gruppe Terroristen antritt, die die titelgebende Präsidentenmaschine gekapert haben. Der 55-jährige Ford bewährte sich hier einmal mehr als Actionstar und konnte erneut einen weltweiten Erfolg verbuchen. Seine Gage war mit diesem Film auf 22 Millionen Dollar angestiegen. 2001 stand er als reichster Schauspieler im Guinness-Buch der Rekorde. 1998 wurde die romantische Komödie Sechs Tage, sieben Nächte zu einem Erfolg an den Kinokassen. Ford spielt einen bärbeißigen Charterpiloten, der zusammen mit einer Passagierin (Anne Heche) bei einer einsamen Insel notwassern muss.
Im Jahr 2000 agierte Ford, der bis dahin überwiegend positiv besetzte Figuren dargestellt hatte, in Robert Zemeckis’ Thriller Schatten der Wahrheit neben Michelle Pfeiffer in der Rolle eines schurkischen Ehemannes, der seine Frau ermorden will. Während auch dieser Film zu einem weltweiten Kassenerfolg wurde, konnten sich seine anderen Filme an den Kinokassen nicht durchsetzen. Das Liebesdrama Begegnung des Schicksals (1999), das Actiondrama K-19 – Showdown in der Tiefe (2002 – mit Ford als sowjetischem U-Boot-Kommandanten) und die Actionkomödie Hollywood Cops (2003) blieben weit hinter den Einspielergebnissen seiner früheren Filme zurück. Auch der Actionthriller Firewall (2006), in dem er erneut als Familienvater zu sehen ist, der sich gegen Kriminelle durchsetzen muss, war nicht erfolgreich. Hier wurde von der Kritik bemängelt, dass der mittlerweile 64-jährige Ford in derartigen Actionrollen nicht mehr glaubhaft sei.

### 2008–2015

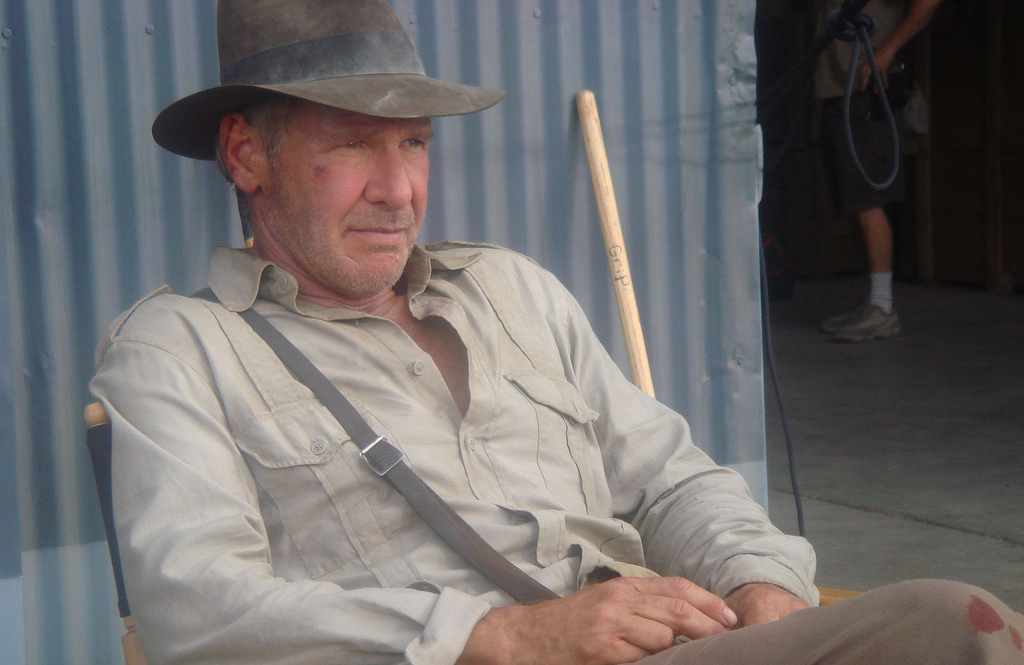
Harrison Ford bei den Dreharbeiten 2007 von Indiana Jones und das Königreich des Kristallschädels

2008 spielte er zum vierten Mal den Indiana Jones. In Indiana Jones und das Königreich des Kristallschädels, der im Jahr 1957 angesiedelt ist, muss sich der Archäologe – an der Seite seines Sohnes Henry (Shia LaBeouf) – mit sowjetischen Agenten und gefährlichen Außerirdischen auseinandersetzen. Der Film stieß bei der Kritik auf eine gemischte Resonanz, wurde aber mit einem weltweiten Einspielergebnis von 786 Millionen Dollar zu einem großen Kinoerfolg. 2012 hat der Walt-Disney-Konzern von George Lucas die Rechte am Indiana-Jones-Franchise erworben und kann nun weitere Folgen der erfolgreichen Reihe produzieren. 2009 stand Ford in der Rangliste der am besten verdienenden männlichen Schauspieler der Zeitschrift Forbes mit einem Verdienst von 65 Millionen US-Dollar auf Platz 1.
Andere Filme des Schauspielers konnten sich an den Kinokassen kaum durchsetzen. Streifen wie Crossing Over (2009), Ausnahmesituation (2010), Morning Glory (2010), Paranoia – Riskantes Spiel (2013) und Ender’s Game – Das große Spiel (2013) blieben bei Kritik und Publikum ohne große Resonanz. Solide Erfolge gelangen ihm 2011 mit Cowboys & Aliens und 2013 mit der Komödie Anchorman – Die Legende kehrt zurück.
2014 trat er neben einer Reihe anderer Stars wie Sylvester Stallone, Arnold Schwarzenegger und Mel Gibson in dem Actionfilm The Expendables 3 als Offizier Max Drummer in Erscheinung. Viel Lob bekam Ford für seine Darstellung des Baseball-Managers Branch Rickey in 42 – Die wahre Geschichte einer Sportlegende (2013) sowie für seine Rolle in Für immer Adaline (2015) an der Seite von Blake Lively.

### Seit 2015: Rückkehr zu den Wurzeln
Nach mehr als 30 Jahren übernahm Ford 2014 im siebten Film der Star-Wars-Saga erneut die Rolle des Han Solo. Unter der Regie von J. J. Abrams spielt er neben Mark Hamill und Carrie Fisher, die ebenfalls in ihren bekannten Rollen zu sehen sind. Die Dreharbeiten zu Star Wars: Das Erwachen der Macht begannen im Mai 2014, verzögerten sich jedoch durch einen Unfall Fords, der sich im Juni 2014 am Set des Films einen Beinbruch zuzog. Nach seiner Genesung konnte er die Dreharbeiten wieder aufnehmen. Der Film kam im Dezember 2015 in die Kinos und wurde in den Vereinigten Staaten nach Krieg der Sterne der Film der Reihe mit den meisten Kinozuschauern. In Star Wars: Der Aufstieg Skywalkers, der Ende 2019 erschien, hat er einen Cameo-Auftritt.
Danach übernahm Ford nach 35 Jahren wieder die Rolle des Rick Deckard in Blade Runner 2049. Unter der Regie von Denis Villeneuve spielt er neben Ryan Gosling, Ana de Armas und Jared Leto und erhielt überwiegend positive Kritiken. Im Februar 2020 lief Ruf der Wildnis, der auf Jack Londons gleichnamigem Roman basiert, mit Ford in den deutschen Kinos; Regie führte Chris Sanders. 2023 spielte er unter der Regie von James Mangold in Indiana Jones und das Rad des Schicksals zum fünften Mal die Rolle des Indiana Jones.
2025 verkörperte er im MCU-Film Captain America: Brave New World die Rolle des Thaddeus Ross / Red Hulk, womit er den verstorbenen William Hurt ersetzte. Neben den Filmrollen in jüngster Zeit nahm Ford erstmals wieder Serienprojekte an, so spielte er im Westerndrama 1923 (2022–2025) neben Helen Mirren den Patriarch der Dutton-Familie, Jacob Dutton. In der Dramedy Shrinking (seit 2023) ist er hingegen als Therapeut Dr. Paul Rhodes zu sehen.

### Privates

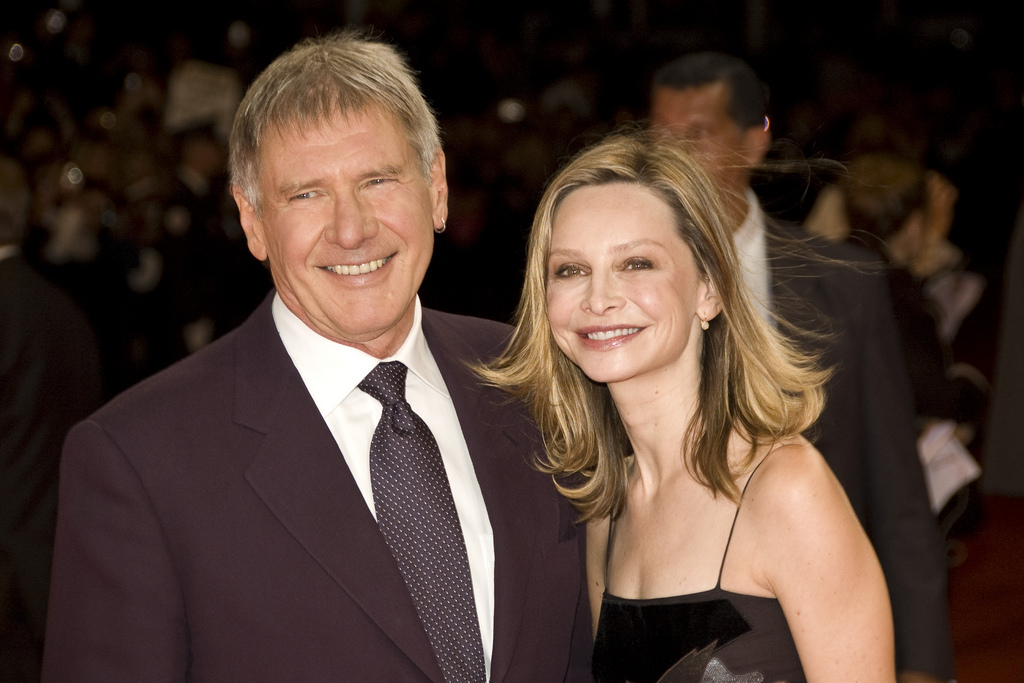
Harrison Ford mit seiner Frau Calista Flockhart (2009)

Aus Fords erster Ehe mit Mary Marquardt, die von 1964 bis zur Scheidung 1979 hielt, gingen zwei Söhne (* 1966, 1969) hervor. In zweiter Ehe war er ab 1983 mit der Drehbuchautorin Melissa Mathison verheiratet. Aus dieser Ehe gingen ein weiterer Sohn (* 1987) und eine Tochter (* 1990) hervor. Das Paar lebte ab dem Jahr 2000 getrennt, die Scheidung wurde 2004 vollzogen.
Seit 2002 war Ford mit der Schauspielerin Calista Flockhart liiert; seit Juni 2010 sind sie verheiratet. Beide sind Eltern eines adoptierten Jungen (* 2001). Die Adoption durch Flockhart war abgeschlossen, bevor sie Ford traf. Ford lebt seit den 1980er Jahren überwiegend auf einer Ranch in Jackson in Wyoming.
Neben seiner Karriere als Schauspieler ist Ford ein begeisterter Flieger und Umweltschützer. 2014 trat er in der Dokumentationsreihe Years of Living Dangerously als Korrespondent auf und berichtete aus den Torfwäldern Indonesiens von den Folgen des Ölpalmen-Anbaus für das Klima. Angesprochen auf die Aktionen von Klimaaktivisten wie der Letzten Generation sagte Ford Mitte 2023, diese hätten das Recht und die Pflicht zu handeln: „Wir müssen ihnen mit unserem Rat, unserem Geld und unserem Engagement helfen. Das sind wir ihnen schuldig“.
Im März 2015 musste er mit einem selbstgesteuerten Kleinflugzeug, einer Ryan ST Typ ST-3KR, wegen technischer Schwierigkeiten am Motor auf dem Golfplatz von Venice Beach notlanden und wurde dabei verletzt. Weitere Personen kamen nicht zu Schaden.
Im Februar 2017 landete Ford irrtümlicherweise mit seiner Aviat Husky auf einem Taxiway des John Wayne Airport.

## Trivia
- Als Anerkennung für Fords Einsatz für die Umwelt wurden die Ameisenart Pheidole harrisonfordi und die 1993 durch Norman I. Platnick entdeckte Webspinnenart Calponia harrisonfordi nach ihm benannt. Eine neue Schmetterlingsart taufte er auf den Namen seiner Tochter Georgia.
- Wolfgang Pampel wurde für Krieg der Sterne erstmals als Fords Synchronstimme eingesetzt. Seit 1980 ist er der alleinige Synchronsprecher des Schauspielers.
- Ford hat mit seinem Bell-407-Helikopter bei mehreren Rettungseinsätzen nahe Jackson (Wyoming) geholfen.[22]

## Filmografie

### Als Schauspieler
- 1966: Immer wenn er Dollars roch (Dead Heat on a Merry-Go-Round)
- 1967: Versuch’s doch mal mit meiner Frau (Luv)
- 1967: Der gnadenlose Ritt (A Time for Killing)
- 1967: Die Leute von der Shiloh Ranch (The Virginian, Fernsehserie, 2 Folgen)
- 1967: Der Chef (Ironside, Fernsehserie, Staffel 1, Folge 13)
- 1968: Journey to Shiloh
- 1969: My Friend Tony (Fernsehserie, Folge 1x06 The Hazing)
- 1969: FBI (The F.B.I., Fernsehserie, 2 Folgen)
- 1969: Love, American Style (Fernsehserie, Folge 1x09)
- 1970: Getting Straight
- 1970: Zabriskie Point
- 1970: The Intruders (Fernsehfilm)
- 1971: Dan Oakland (Fernsehserie, Folge 1x22)
- 1972–1973: Rauchende Colts (Gunsmoke, Fernsehserie, 2 Folgen)
- 1973: American Graffiti
- 1974: Kung Fu (Fernsehserie, Folge 2x18 Caine im Kreuzfeuer)
- 1974: Der Dialog (The Conversation)
- 1974: Petrocelli ((Petrocelli), Fernsehserie, Folge 1x05 Der Tod eines Freundes)
- 1975: Judgment: The Court Martial of Lieutenant William Calley (Fernsehfilm)
- 1976: Dynasty (Fernsehfilm)
- 1977: Besessen (The Possessed, Fernsehfilm)[23]
- 1977: Krieg der Sterne (Star Wars)
- 1977: Helden von Heute (Heroes)
- 1978: Der wilde Haufen von Navarone (Force 10 from Navarone)
- 1978: The Star Wars Holiday Special (Fernsehfilm)
- 1979: Ein Rabbi im Wilden Westen (Frisco Kid)
- 1979: The Party is over… Die Fortsetzung von American Graffiti (More American Graffiti)
- 1979: Das tödliche Dreieck (Hanover Street)
- 1979: Apocalypse Now
- 1980: Das Imperium schlägt zurück (The Empire Strikes Back)
- 1981: Jäger des verlorenen Schatzes (Raiders of the Lost Ark)
- 1982: Blade Runner
- 1983: Die Rückkehr der Jedi-Ritter (Return of the Jedi)
- 1984: Indiana Jones und der Tempel des Todes (Indiana Jones and the Temple of Doom)
- 1985: Der einzige Zeuge (Witness)
- 1986: Mosquito Coast
- 1988: Frantic
- 1988: Die Waffen der Frauen (Working Girl)
- 1989: Indiana Jones und der letzte Kreuzzug (Indiana Jones and the Last Crusade)
- 1990: Aus Mangel an Beweisen (Presumed Innocent)
- 1991: In Sachen Henry (Regarding Henry)
- 1992: Die Stunde der Patrioten (Patriot Games)
- 1993: Die Abenteuer des jungen Indiana Jones (The Young Indiana Jones Chronicles, Fernsehserie, Folge 2x05 Der Junge mit dem Saxophon/Der Saxophonspieler)
- 1993: Auf der Flucht (The Fugitive)
- 1994: Das Kartell (Clear and Present Danger)
- 1995: Indiana Jones and the Temple of the Forbidden Eye (Kurzfilm)
- 1995: Sabrina
- 1997: Vertrauter Feind (The Devil’s Own)
- 1997: Air Force One
- 1998: Sechs Tage, sieben Nächte (Six Days Seven Nights)
- 1999: Begegnung des Schicksals (Random Hearts)
- 2000: Schatten der Wahrheit (What Lies Beneath)
- 2002: K-19 – Showdown in der Tiefe (K-19: The Widowmaker)
- 2003: Hollywood Cops (Hollywood Homicide)
- 2004: Water to Wine
- 2006: Firewall
- 2008: Indiana Jones und das Königreich des Kristallschädels (Indiana Jones and the Kingdom of the Crystal Skull)
- 2009: Crossing Over
- 2010: Ausnahmesituation (Extraordinary Measures)
- 2010: Morning Glory
- 2011: Cowboys & Aliens
- 2013: 42 – Die wahre Geschichte einer Sportlegende (42)
- 2013: Paranoia – Riskantes Spiel (Paranoia)
- 2013: The Fugitive: Thrill of the Chase (Kurzfilm)
- 2013: Ender’s Game – Das große Spiel (Ender’s Game)
- 2013: Anchorman – Die Legende kehrt zurück (Anchorman 2: The Legend Continues)
- 2014: Years of Living Dangerously (Dokumentarserie)
- 2014: The Expendables 3
- 2015: Für immer Adaline (The Age Of Adaline)
- 2015: Star Wars: Das Erwachen der Macht (Star Wars: The Force Awakens)
- 2017: Blade Runner 2049
- 2019: Pets 2 (The Secret Life of Pets 2, Stimme)
- 2019: Star Wars: Der Aufstieg Skywalkers (Star Wars: The Rise of Skywalker)
- 2020: Ruf der Wildnis (The Call of the Wild)
- 2022–2025: 1923 (Fernsehserie, 15 Folgen)
- seit 2023: Shrinking (Fernsehserie)
- 2023: Indiana Jones und das Rad des Schicksals (Indiana Jones and the Dial of Destiny)
- 2025: Captain America: Brave New World

### Als Produzent
- 2002: K-19 – Showdown in der Tiefe (K-19: The Widowmaker)
- 2010: Ausnahmesituation (Extraordinary Measures)

## Auszeichnungen

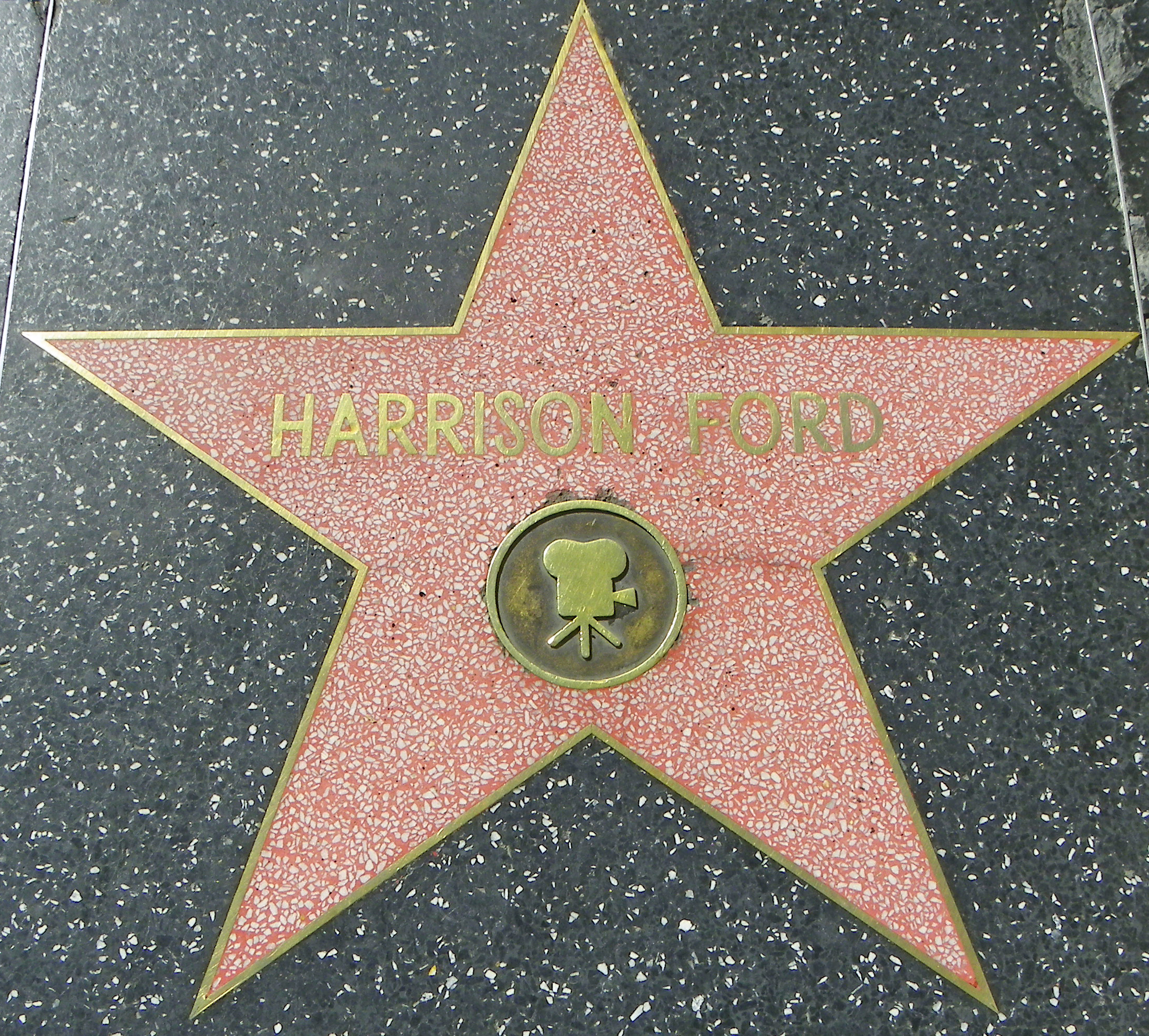
Harrison Fords Stern auf dem Hollywood Walk of Fame

- 1982: Jupiter (Kategorie: Bester Darsteller)
- 1982: Saturn Awards (Kategorie: Bester Darsteller)
- 1985: Jupiter (Kategorie: Bester Darsteller)
- 1986: Oscar-Nominierung als Bester Hauptdarsteller in Der einzige Zeuge
- 1986: BAFTA-Nominierung als Bester Darsteller für Der einzige Zeuge
- 1986: Kansas City Film Critics Circle Awards (Kategorie: Bester Darsteller – Der einzige Zeuge)
- 1986: Golden-Globe-Nominierung als Bester Hauptdarsteller in einem Drama für Der einzige Zeuge
- 1987: Golden-Globe-Nominierung als Bester Hauptdarsteller in einem Drama für Mosquito Coast
- 1994: Golden-Globe-Nominierung als Bester Hauptdarsteller in einem Drama für Auf der Flucht
- 1994: Blockbuster Entertainment Award (Kategorie: Bester Darsteller – Auf der Flucht)
- 1994: MTV Movie Awards (Kategorie: Bestes Film-Duo – Auf der Flucht, zusammen mit Tommy Lee Jones)
- 1994: Star des Jahrhunderts, verliehen von der Vereinigung amerikanischer Kinobesitzer
- 1995: Blockbuster Entertainment Award (Kategorie: Bester Darsteller – Das Kartell)
- 1996: Golden-Globe-Nominierung als Bester Hauptdarsteller in einer Komödie für Sabrina
- 1997: Bambi (Kategorie: Film International – Air Force One)
- 1998: People’s Choice Award (Kategorie: Bester Darsteller aller Zeiten)
- 1998: Sexiest Man Alive, vergeben von der Zeitschrift People
- 1999: Blockbuster Entertainment Award (Kategorie: Bester Darsteller – Sechs Tage, sieben Nächte)
- 1999: People’s Choice Award (Kategorie: Bester Darsteller)
- 2000: AFI Life Achievement Award des American Film Institute
- 2000: People’s Choice Award (Kategorie: Bester Darsteller)
- 2001: Blockbuster Entertainment Award (Kategorie: Bester Darsteller – Schatten der Wahrheit)
- 2002: Cecil B. DeMille Award für sein Lebenswerk, Sonderpreis des Golden Globes
- 2003: Stern auf dem Hollywood Walk of Fame
- 2007: Scream Award: Hero of the Year
- 2010: Ehren-César
- 2011: Lifetime Achievement Award am Festival del film Locarno für sein Lebenswerk
- 2013: Lifetime Achievement Award am Zurich Film Festival
- 2016: Saturn Award (Kategorie: Bester Hauptdarsteller – Star Wars: Das Erwachen der Macht)
- 2021: Goldene-Himbeere-Nominierung als Schlechtestes Leinwandpaar in Ruf der Wildnis
- 2023: Ehrenpalme der Filmfestspiele von Cannes
- 2024: Critics Choice Awards: Career Achievement Award[24]
- 2024: Saturn Award (Kategorie: Bester Darsteller – Indiana Jones und das Rad des Schicksals)
- 2024: Auszeichnung als Disney Legend[25]
- 2025: Golden-Globe-Nominierung als Bester Nebendarsteller Fernsehen für Shrinking
- 2025: Emmy-Nominierung (Kategorie: Bester Nebendarsteller in einer Comedyserie) für Shrinking